# Fernando Clemente
Fernando Clemente (Sassari, 17 dicembre 1917 – Cagliari, 16 marzo 1998) è stato un architetto e urbanista italiano, allievo di Giovanni Michelucci.
Negli anni cinquanta progetta in Sardegna i villaggi di Masone Pardu, Olia Speciosa, Tottubella e Uccari.
Negli anni sessanta assume la direzione dell'Istituto di Architettura Tecnica (ora Dipartimento di Architettura e Pianificazione Territoriale) dell'Università di Bologna, succedendo al maestro Giovanni Michelucci.
Lavora ai piani regolatori di Pisa, Lucca, Sassari, Firenze e Bologna.

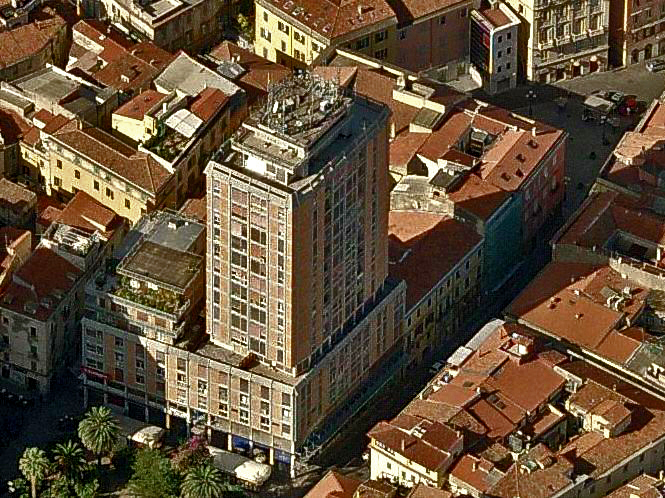
Fernando Clemente: "Grattacielo Nuovo" (1960-5), Sassari

Tra il 1975 e il 1995 è prima Direttore dell'Istituto di Urbanistica della Facoltà di Ingegneria di Cagliari e successivamente Direttore del Dipartimento di Ingegneria del Territorio dell'Università di Cagliari.
Nel 2004 prende il suo nome la Biblioteca della Facoltà di Architettura di Alghero, dell'Università degli Studi di Sassari.
Nel 2010 la sezione sarda dell'Istituto Nazionale di Urbanistica (I.N.U.) gli intitola un premio per tesi di laurea in materia di pianificazione territoriale ed urbanistica della Sardegna.

## Opere principali
- 1952-1965, Grattacielo vecchio e Grattacielo nuovo, Sassari
- Quartiere di Latte Dolce, Sassari, con Enrico Mandolesi e Mario Fiorentino
- 1965, Chiesa parrocchiale del Rione del Latte Dolce in collaborazione con l'Arch. Maria Geltrude Sirca
- 1965, Cliniche chirurgiche dell'Università di Sassari, comunemente chiamate Palazzo Clemente
- 1967, Facoltà di Agraria dell'Università di Sassari, Sassari, in collaborazione con l'Arch. Maria Geltrude Sirca
- 1966, Facoltà di Veterinaria di Parma
- 1969, Casa dello Studente di Parma, in collaborazione con l'Arch. Maria Geltrude Sirca
- 1976-1977, Chiesa parrocchiale del S.S. Crocifisso di Cagliari, in collaborazione con l'Arch. Maria Geltrude Sirca
- 1986-1990, Ristrutturazione del palazzo di Giustizia di Ancona, con Guido Canella e Alberto Sandroni
- 1990-1997, Restauro della Chiesa di San Michele di Alghero

## Pubblicazioni principali
- Clemente Fernando, La pianificazione territoriale in Sardegna. Gallizzi, Sassari 1964.
- Clemente, Fernando, Un'esperienza di prefabbricazione pesante nell'edilizia. Gallizzi, Sassari 1965.
- Clemente Fernando (a cura di), Pianificazione del territorio e sistema informativo. Franco Angeli, Milano 1984.
- Clemente Fernando (a cura di), Cultura del paesaggio e metodi del territorio. Janus, Cagliari 1987.